# Oliver Morath
Oliver Morath (* 2. Juli 1991 in Bad Säckingen) ist ein deutscher Volleyballspieler.

## Karriere
Morath begann seine Karriere bei seinem Heimatverein TV Bad Säckingen. 2009 wechselte der Libero zum Schweizer Erstligisten Volley Smash 05 Laufenburg-Kaisten. 2011 kam er zur FT 1844 Freiburg. Mit dem Verein spielte er viele Jahre in der 2. Bundesliga Süd. Freiburg schaffte in der Saison 2022/23 als Tabellenzweiter den Aufstieg in die erste Liga. Dann erreichte der Verein das Viertelfinale im DVV-Pokal 2023/24, verpasste aber als Tabellenzehnter der Bundesliga-Saison die Playoffs. In der Saison 2024/25 war Morath Teil des erweiterten Kaders der Bundesligamannschaft. Im März 2025 verkündete er sein Karriereende.

## Privates
Morath lebt in Freiburg im Breisgau und arbeitet dort als Arzt.